# Сан-Фердінандо-ді-Пулья
Сан-Фердінандо-ді-Пулья (італ. San Ferdinando di Puglia) — муніципалітет в Італії, у регіоні Апулія,  провінція Барлетта-Андрія-Трані.
Сан-Фердінандо-ді-Пулья розташований на відстані близько 310 км на схід від Рима, 70 км на захід від Барі, 19 км на захід від Барлетти, 22 км на північний захід від Андрії, 30 км на захід від Трані.
Населення — 14 124 особи (2014).
Щорічний фестиваль відбувається 30 травня, 1 вересня. Покровитель — San Ferdinando Re.

## Демографія
Населення за роками:

Станом на 1 січня 2023 року в муніципалітеті офіційно проживали 1183 іноземці з 38 країн, серед них 804 громадяни країн Євросоюзу та 33 громадяни України.

## Сусідні муніципалітети
- Барлетта
- Каноза-ді-Пулья
- Черіньола
- Тринітаполі
- Маргерита-ді-Савоя